# Contea di Buchanan (Iowa)
La contea di Buchanan (in inglese Buchanan County) è una contea dello Stato dell'Iowa, negli Stati Uniti. La popolazione al censimento del 2000 era di 21 093 abitanti. Il capoluogo di contea è Independence.

## Comunità
La contea di Buchanan comprende undici città e sette comunità non incorporate

### Città
- Aurora
- Brandon
- Fairbank
- Hazleton
- Independence
- Jesup
- Lamont
- Quasqueton
- Rowley
- Stanley
- Winthrop

### Comunità non incorporate
- Bryantsburg
- Doris
- Gatesville
- Littleton
- Monti
- Otterville
- Shady Grove